# Fu Cong
Fu Cong (en pinyin : Fù Cōng, EFEO : Fou Ts'ong, en chinois : 傅聰), né le 10 mars 1934 à Shanghai et mort le 28 décembre 2020 à Londres, est un pianiste chinois et britannique.

## Biographie
Fu Cong est le fils du traducteur Fu Lei. Son père qui avait étudié à Paris, était un traducteur reconnu de Balzac et de Romain Rolland. 
Il commence à étudier le piano avec Mario Paci (en), le fondateur italien de l’orchestre symphonique de Shanghai. 
En 1953, il gagne l’Europe pour y compléter sa formation au conservatoire de Varsovie auprès de Zbigniew Drzewiecki et où il fait l’admiration de ses professeurs par sa compréhension intuitive du rythme de mazurka. Sa maîtrise de l'instrument se voit confirmée par l'obtention du prix spécial de la Mazurka au concours international de piano Frédéric-Chopin de 1955.
Fu Cong s'établit à Londres en 1960 et se lance dans une carrière d'interprète et d'enseignant qui le conduit partout à travers le monde. Ce sont surtout ses interprétations de Chopin qui retiennent l'attention, à tel point qu'Hermann Hesse le déclare « seul véritable interprète » des œuvres de ce compositeur. Il compte parmi ses proches amis des pianistes tels que Martha Argerich, Leon Fleisher et  Radu Lupu, qui reconnaissant son influence sur leur développement  musical  ont déclaré « qu'ils lui étaient redevables pour toutes ses nouvelles idées et pour avoir ouvert de nouveaux horizons musicaux à chacun de nous ». 
Fu Cong a été membre du jury du concours musical international Reine-Élisabeth-de-Belgique en 1991, 1999 et 2007, et du jury du Concours international de piano Paloma O'Shea en 2002.
De 1960 à 1969, il est marié à Zamira Menuhin, la fille de Yehudi Menuhin, avec qui il a un enfant. Leur mariage se termine par un divorce après lequel il se remarie avec la pianiste Patsy Toh, elle aussi originaire de Shanghai,  avec laquelle il vit à Londres.
Fu Cong meurt de la covid-19 à Londres le 28 décembre 2020 à 86 ans, après deux semaines d'hospitalisation, tandis que sa femme Patsy Toh elle aussi atteinte de la même maladie, quitte l'hôpital au bout de quatre jours,.